# LOV-1
«LOV-1» (хорв. «Lako Oklopno Vozilo», или «Легкая бронированная машина») — это колесный неамфибийный бронетранспортер, который в настоящее время используется Хорватской армией и EULEX.

## История
Во время хорватской войны за независимость хорватской армии не хватало подходящего легкого бронетранспортера. Министерство обороны Хорватии обратилось к местным фирмам с просьбой предоставить решение для легкого, быстрого и надежного бронетранспортера, который можно было бы производить быстро и в больших количествах без необходимости импорта запчастей из-за границы из-за эмбарго ООН на поставки оружия, введенного в отношении Хорватии в время.
Местная фирма «Торпедо» из Риеки разработала базовый бронетранспортер на базе военного грузовика ТК-130 Т-7 4x4, который сам по себе является производящимся по лицензии и модернизированным ТАМ 110 от словенской ТАМ. В конце 1993 года армия заказала 50 машин LOV-1, первая партия была доставлена в 1994 году и представлена публике на военном параде в мае 1995 года в Загребе.
Все LOV-1 в настоящее время заменяются многочисленными недавно приобретенными автомобилями Patria AMV и MRAP. Однако по состоянию на 2015-2016 годы некоторые специализированные автомобили все еще активно используются. Остальная часть, а также другое старое, но работоспособное оборудование должно храниться в рабочем состоянии для нужд создаваемых в настоящее время 20-тысячных резервных сил. Для этого на транспортных средствах, хранящихся в ангарах и под крытыми навесами, регулярно проводятся ежегодные осмотры и основные работы по техническому обслуживанию.

## Версии
- LOV-OP - базовый вариант, вооруженный M2 Браунинг для перевозки до восьми пехотинцев.
- LOV-З - невооруженный командирский вариант с дополнительным радиооборудованием, кондиционером и шумоизоляцией.
- LOV-IZV - разведывательно-разведывательная машина, вооруженная 20-мм тяжелая снайперская винтовка РТ-20 и легкой 8-зарядной 60-мм РСЗО]  по имени «Обад» («Слепень»)
- LOV-ABK - боевая машина РБК.
- LOV-RAK 24/128 mm - оснащен 24-ствольной 128-мм РСЗО, построено всего 2 опытных образца.
- LOV-UP1 - артиллерийская наблюдательная машина для управления артиллерийским огнем и обнаружения артиллерийских позиций противника, оснащенная GPS, тепловизором, лазерным дальномером и радиолокационной станцией наземной артиллерии.
- LOV-UP2 - артиллерийская командирская машина.
- LOV-ED - машина радиоэлектронной борьбы.
- LOV-T2 - улучшенный вариант, принят на вооружение в 1997 году, построено всего несколько штук.

## Боевая история
LOV-1 участвовал в войне за независимость Хорватии, особенно в операциях Flash и Storm.

## Сыллки
- https://www.balkanwarhistory.com/2018/03/lov-light-armoured-personnel-carrier.html
- https://www.army-guide.com/rus/product.php?prodID=1066&printmode=1